# Václav Jílek (politik)
Václav Jílek (17. září 1867 Božkov – ?) byl rakouský a český statkář a politik, na počátku 20. století poslanec Českého zemského sněmu.

## Biografie
Původně studoval medicínu, ale po smrti otce převzal rodinné zemědělské hospodářství v Božkově. Angažoval se v agrárním hnutí na Plzeňsku a podporoval družstevnictví. V domovském Božkově spoluzakládal organizaci Sokola a patřil mezi iniciátory založení pivovaru Světovar. Až do roku 1927 byl členem Zemědělské rady.
Počátkem 20. století se zapojil i do zemské politiky. Ve volbách v roce 1901 byl zvolen do Českého zemského sněmu v kurii venkovských obcí (volební obvod Plzeň). Politicky se uvádí coby člen agrární strany.